# Zé Kalanga
Zé Kalanga, właśc. Paulo Batista Nsimba (ur. 10 grudnia 1983 w Luandzie) – piłkarz reprezentacji Angoli i klubu Bravos do Maquis.
Był uczestnikiem Mistrzostw Świata 2006, gdzie, w meczu z Iranem, wybrany został najlepszym piłkarzem meczu. Grał też w Pucharze Narodów Afryki 2006, Pucharze Narodów Afryki 2008 i Pucharze Narodów Afryki 2010.

## Sukcesy
Zé Kalanga został wybrany najlepszym piłkarzem 2005 roku w Angoli.